# Bakeridesia integerrima
Bakeridesia integerrima là một loài thực vật có hoa trong họ Cẩm quỳ. Loài này được (Hook.) D.M.Bates mô tả khoa học đầu tiên năm 1973.